# Aleksej Fedorycsev
Aleksej Fedorycsev, parfois orthographié Alexeï Fedorychev, né le 3 août 1955 à Krasnogorsk, est un homme d'affaires russo-hongrois.
Il est le fondateur de la société Fedcom, mondialement développée dans le secteur des engrais, des semences et des produits chimiques.
Depuis 2022, il est le président de la section basket-ball de l'AS Monaco.

## Biographie

### Débuts en Russie
Aleksej Fedorycsev joue dans l'équipe réserve du FK Dynamo Moscou dans les années 1970.
Au cours des premières années de la Perestroïka, Fedorycsev se lance dans le commerce de pièces automobiles avec la Hongrie. Un de ses clients qui vivait dans la région de Saint-Pétersbourg lui propose alors de le payer en phosphate. Fedorycsev devient alors un leader du commerce mondial d'engrais.

### Installation à Monaco
Au début des années 1990, il s'installe à Monaco, et réalise ses premiers investissements dans le sport en 1996 en affichant le nom de son entreprise, Fedcom, sur les maillots du club de football de l'AS Monaco. Le partenariat prend fin vingt-cinq ans plus tard, en 2021.
En 2002, il se propose comme repreneur de l'AS Monaco FC, alors en grande difficulté financière. Cependant, le prince Rainier III préfère un dossier protégé par des investisseurs monégasques, notamment en raison de l'incertitude sur la source de ses revenus. Il continue tout de même ses investissement dans le sport monégasque via le tournoi de tennis de Monte-Carlo.

### Investissements au Dynamo Moscou
Après l'emprisonnement en 2004 de l'oligarque Mikhaïl Khodorkovski, mécène du FK Dynamo Moscou, Fedorycsev devient le propriétaire du club. Il mène une campagne de recrutement luxueux, avec l'arrivée de nombreux joueurs du FC Porto dernier vainqueur de la Ligue des champions comme Thiago Silva, Derlei, Maniche ou Costinha. Fedorycsev achète aussi les droits de diffusion et de sponsoring du championnat de Russie de football. Cet investissement s'arrête après deux années, après un conflit juridique avec la Ligue russe qui voulait récupérer les droits de sponsoring. Il quitte le Dynamo en 2007.

### Présidence de l'AS Monaco et investissements dans le basket
En janvier 2022, Fedorycsev devient l'actionnaire majoritaire de l'AS Monaco Basket en rachetant 46 % de ses parts dans le club à l’homme d’affaires ukrainien Serhiy Diadetchko. En août 2022, Fedcom acquiert les droits de l'Euroligue et de l'EuroCoupe de basket-ball pour quatre ans. La même année, il lance la plateforme Skweek.tv, spécialisée dans la diffusion de matchs de basket-ball français et européen.
Le budget de l'AS Monaco passe à 20 millions d'euros (M€) pour la saison 2022-2023, une première dans le basket français. Cette année, portée notamment par Mike James, l'équipe remporte pour la première fois le championnat de France et atteint les demi-finales de l'Euroligue.
Par la suite, Skweek acquiert les droits de diffusion de l'Euroligue féminine et surtout celle du championnat de France de basket-ball sur la période 2023-2030, contre 16 M€, soit 2,5 M€ par saison. Skweek devient aussi le sponsor maillot du principal concurrent national, l'ASVEL Lyon-Villeurbanne, avec un contrat de 7 M€ annuels. Le président de l'ASVEL, Tony Parker, hérite alors d'une émission et d'un contrat indivuel avec Skweek.

### Accusations de corruption par l'Ukraine
Depuis 2016, l'office anti-corruption ukrainien, le NABU (National Bureau of Anti Corruption) enquête sur un réseau de corruption au sein du State Food and Grain Corporation (SFGCU), le principal collecteur exportateur de graines du pays. En 2014, d'après le Kyiv Post, 60 M$ auraient été détournés par son ancien président, Petro Vovchuk, avec la complicité d'Aleksej Fedorycsev. Les graines auraient été livrée via un réseau d'intermédiaires en Arabie saoudite sans que le SFGCU ne soit rémunéré.
En 2019, il est placé sur la liste des personnalités sanctionnées économiquement par le gouvernement ukrainien avant d'en être retiré un an plus tard, le groupe TIS lui appartenant ayant transféré 50 M de hryvnias au fonds de lutte contre le Coronavirus. Depuis le 19 octobre 2022, il est à nouveau sujet à des mesures restrictives, acté par décret du président Volodymyr Zelensky, en raison de sa participation à l'effort de guerre russe dans le cadre de l'invasion de l'Ukraine par la Russie.
En décembre 2022, est découvert un marché noir d'exportations de graines vers l'Europe de l'Ouest, responsable d'un manque à gagner de 140 M€ pour l'État ukrainien pour la seule année 2022. Les forces de l’ordre ukrainiennes s'aperçoivent que la marchandise, localisée dans un port de Youjne est stockée dans des bâtiments appartenant au groupe TIS, dont le propriétaire n'est autre qu'Aleksej Fedorycsev.